# Consorte del Reino Unido
El término "consorte del Reino Unido" alude a un título real británico creado durante el reinado de Jorge III, para el cónyuge del monarca británico, que remplazaría al de reina consorte de Gran Bretaña e Irlanda. 
En la mayoría de los casos, el título fue ostentado por mujeres como reina consorte del Reino Unido, mientras que a Alberto de Sajonia-Coburgo-Gotha, cónyuge de la reina Victoria, se le otorgó el título de príncipe consorte. 
Actualmente el título está en posesión de Camila, esposa del rey Carlos III.

## Reinas consortes
La siguiente lista contiene los nombres de las mujeres es la lista de las mujeres que fueron esposas de los monarcas del Reino Unido según la casa real a la que pertenecía el soberano: 
| Imagen                       | Nombre                             | Nacimiento             | Matrimonio              | Inicio                                                               | Coronación                                                               | Final                   | Muerte                  | Escudo | Cónyuge      |
| ---------------------------- | ---------------------------------- | ---------------------- | ----------------------- | -------------------------------------------------------------------- | ------------------------------------------------------------------------ | ----------------------- | ----------------------- | ------ | ------------ |
| Casa Hannover                |                                    |                        |                         |                                                                      |                                                                          |                         |                         |        |              |
|                              | Carlota de Mecklemburgo-Strelitz   | 19 de mayo de 1744     | 8 de septiembre de 1761 | 1 de enero de 1801 (tras el Acta de Unión de Gran Bretaña e Irlanda) | 22 de septiembre de 1761 (como reina consorte de Gran Bretaña e Irlanda) | 17 de noviembre de 1818 | 17 de noviembre de 1818 |        | Jorge III    |
|                              | Carolina de Brunswick-Wolfenbüttel | 17 de mayo de 1768     | 8 de abril de 1795      | 29 de enero de 1820                                                  | No coronada                                                              | 7 de agosto de 1821     | 7 de agosto de 1821     |        | Jorge IV     |
|                              | Adelaida de Sajonia-Meiningen      | 13 de agosto de 1792   | 13 de julio de 1818     | 26 de junio de 1830                                                  | 8 de septiembre de 1831                                                  | 20 de junio de 1837     | 2 de diciembre de 1849  |        | Guillermo IV |
| Casa Sajonia-Coburgo y Gotha |                                    |                        |                         |                                                                      |                                                                          |                         |                         |        |              |
|                              | Alejandra de Dinamarca             | 1 de diciembre de 1844 | 10 de marzo de 1863     | 22 de enero de 1901                                                  | 9 de agosto de 1902                                                      | 6 de mayo de 1910       | 20 de noviembre de 1925 |        | Eduardo VII  |
| Casa Windsor                 |                                    |                        |                         |                                                                      |                                                                          |                         |                         |        |              |
|                              | María de Teck                      | 26 de mayo de 1867     | 6 de julio de 1893      | 6 de mayo de 1910                                                    | 22 de junio de 1911                                                      | 20 de enero de 1936     | 24 de marzo de 1953     |        | Jorge V      |
|                              | Isabel Bowes-Lyon                  | 4 de agosto de 1900    | 26 de abril de 1923     | 11 de diciembre de 1936                                              | 12 de mayo de 1937                                                       | 6 de febrero de 1952    | 30 de marzo de 2002     |        | Jorge VI     |
|                              | Camila Shand                       | 17 de julio de 1947    | 9 de abril de 2005      | 8 de septiembre de 2022                                              | 6 de mayo de 2023                                                        | En el cargo             | En el cargo             |        | Carlos III   |

## Consortes varones
Ha habido el caso de dos varones casados con reinas del Reino Unido por derecho propio, aunque fueron designados con títulos diferentes:
| Imagen                       | Nombre                           | Título                   | Nacimiento           | Matrimonio              | Inicio                                 | Final                   | Muerte                  | Escudo | Cónyuge   |
| ---------------------------- | -------------------------------- | ------------------------ | -------------------- | ----------------------- | -------------------------------------- | ----------------------- | ----------------------- | ------ | --------- |
| Casa Sajonia-Coburgo y Gotha |                                  |                          |                      |                         |                                        |                         |                         |        |           |
|                              | Alberto de Sajonia-Coburgo-Gotha | Príncipe consorte        | 26 de agosto de 1819 | 10 de febrero de 1840   | 25 de junio de 1857 (De facto en 1840) | 14 de diciembre de 1861 | 14 de diciembre de 1861 |        | Victoria  |
| Casa Windsor                 |                                  |                          |                      |                         |                                        |                         |                         |        |           |
|                              | Felipe de Edimburgo              | Príncipe del Reino Unido | 10 de junio de 1921  | 20 de noviembre de 1947 | 6 de febrero de 1952                   | 9 de abril de 2021      | 9 de abril de 2021      |        | Isabel II |

## Otros títulos ostentados por el consorte
- Datos: Q19946212